# Чёрная книга корпораций
«Чёрная книга корпораций» (нем. Das Schwarzbuch Markenfirmen) — книга немецких журналистов Клауса Вернера и Ганса Вайса, впервые изданная в 2001 году, вскоре после волны протестов против саммита «большой восьмёрки» в Генуе.
В книге описана деятельность многих транснациональных корпораций (ТНК), связанная с политической и социальной дискриминацией, загрязнением окружающей среды, нарушениями трудового законодательства, прав человека и прав потребителей. Клаус Вернер провёл подробное расследование деятельности компаний, связанных с ТНК, которые осуществляли закупки сырья у повстанцев в Демократической Республике Конго, где используется труд пленных и детей, и таким образом косвенно финансировали повстанцев. Его соавтор Ганс Вайс рассказал о проведении незаконных клинических испытаний медицинских препаратов в Восточной Европе. Авторы выявляют связь неолиберальной глобализации и политики ТНК в целом и говорят о взаимовлиянии международной политики, корпораций и международных организаций, таких как ВТО, МВФ, Всемирный банк и т. п.
В 2003 году вышло второе издание — «Новая чёрная книга корпораций» (нем. Das neue Schwarzbuch Markenfirmen). Оно было переведено на нидерландский, испанский, венгерский, турецкий, китайский, корейский, шведский и русский языки.
В 2006 году вышло третье, переработанное издание книги.